# 電量狀態
電量狀態（State of charge）（充電程度，剩餘電量）是指當前電池內所含電量，以百分比表示。100%即電池完全充滿；反之，0%即電池完全放電。電量狀態和放電深度（DoD）的量測方式相近，但意義相反（100%表示電池完全放電，0%表示完全充滿）。在討論放電使用中的電池時，會用電量狀態描述電池的情形，若是討論反覆充放電的電池壽命時，會用放電深度來說明。
在純電動車（BEV）、混合動力車輛（HV）或插電式混合動力車（PHEV）中，電池組的電量類似一般汽車的油量錶，會決定後續不加油（或不充電）可以再行駛的里程。
電動車儀表板上的電量狀態（特別是插電式混合動力車），可能不是代表實際的電荷量。在一些特殊的情形下，部份的能量不會顯示在電量狀態上，而是保留作油電混合運作使用。這種車輛允許只用車輛的電能來加速，引擎是輔助用的發電機，讓電池電力不足時可以充電到允許上述運作的最小電量。例如三菱Outlander（插電式混合動力車，所有年份的各版本），駕駛看到電量狀態的0%對應實際充電量的22%（0%的電量狀態是對應汽車供應商允許的最低電量）；另一個例子是BMW i3 REX（延長里程的版本），其中電量狀態有6%是保留給類似插電式混合動力車的應用。

## 電量狀態的測量方式
由於電量狀態不能直接測量，通常需要以在線或是離線的方式來進行測量。離線測量會用定電流的方式進行充電及放電（庫侖計數），此方式可以精準的估計電池的電量狀態，但很花時間、費用較高，而且會中斷主電池供電的功能。因此研究者也在研究在線測量的技術，在電池使用中同時估測其電容量。間接估測電量狀態的方式一般可以分為以下五種
。
- 化學反應前後之物質量
- 電壓
- 電流積分（電荷）
- 卡爾文濾波
- 壓力

### 化學
這種方式只適用於液體電解液的電池，例如鉛酸電池，可以以電解液的比重或酸度（PH值）測出。
電池的比重可以用比重計量測。需要量測電解液的體積並且稱重。電解液的質量（以g為單位）除以體積（以ml為單位）即為比重。若要確認特定比重下的電量狀態，需要有對照表。
近來有一種浸入式量測折射率的方式，也可以用來量測鉛酸電池的電量狀態。鉛酸電池電解液的折射率和比重直接有關（Sensors, Vol.22 No.1, pg 10 Jan. 2005, US patent 10,145,789）。

### 電壓
這種方式是使用已知放電曲線（電壓與電量狀態）的電池來轉換為電量狀態的電池電壓讀數。
然而電壓卻會因為電池電流（由於電池的電化學動力學）和溫度而受到非常明顯的影響。
這種方式可以藉由通過電池電流的修正值比例來補償電壓讀數以得到更準確的數值。
實際上，在電池設計目標中，會希望不管電量狀態如何，在任何情況下要盡可能供應穩定電壓，
因此用電壓估測電量狀態的作法，難以適用於所有情況。

### 電流積分
電流積分法也稱為庫侖計數法（coulomb counting），是量測電池的電流，再對時間積分來得到電量。
量測都會有誤差，此方法的問題是長時間的信號飄移，另一個問題是沒有參考點。因此需要在固定的基準點校正電量狀態，例如在充電器判定電池已充飽（利用其他量測電量狀態的方式進行）時，將電量狀態重新校正到100%。

### 綜合法
美信集成产品有提出一種綜合電壓及電流的量測方式，聲稱其效果比電壓法或電流法都好。此方法已整合在ModelGauge m3系列的晶片中（例如MAX17050，已用在Nexus 6及Nexus 9安卓設備中）。

### 卡尔曼滤波
電壓法及電流法各有其弱點，可以用卡尔曼滤波來改善。可以針對電池來建模，用卡尔曼滤波來量測因為電流造成的過電壓。再配合庫侖計數，可以準確的估計電量狀態。卡尔曼滤波器的強項是可以實時調整對應電池電壓以及庫侖計數資訊的信賴程度。

### 壓力
此方式可以用在特定種類的镍氢电池，在充電時其內部壓力會快速增加。而且會有內部的壓力開關來判斷是否已充電完成。此方法還可以用皮克特定律（將電量表示為充放電電池的函數）再優化。

## 註解
1. ↑  此處的電量是指電荷量，單位安培小時（A⋅h），不過也有電池廠家用「電量」表示電池的能量，單位瓦⋅時（W⋅h